# Neka nova jutra
Neka nova jutra je osemnajsti album skupine Crvena jabuka. Album je bil posnet leta 2022, izšel je pri založbi Croatia Records.

## Ozadje
Po uspehu prejšnjega albuma Tvrđava je skupina začela ustvarjati material za nov album. Medtem so v Sarajevu ob 35-letnici skupine pripravili razstavo. Avtorica nenavadne razstave na prostem je Amina Abdičević, muzejska svetovalka iz Muzeja literature in gledališke umetnosti.
Skupina je maja 2022 v Priboju izvedla koncert v okviru Športnih iger mladih.

## O albumu
Na albumu je delala ista ekipa, ki je ustvarila že prejšnja dva albuma Crvene jabuke, Nocturno in Tvrđava. Oboževalcem v Makedoniji je še posebej všeč pesem "Ako umrem, il zaginam". Sledili so videospoti za naslovno skladbo in Bolje da sam sam. 
Decembra 2022 je skupina predstavila album s koncertom v Žera baru.